# Guerre franco-espagnole (1595-1598)
Batailles
Siège de Vesoul (1595)
La guerre franco-espagnole de 1595-1598 est un conflit entre les royaumes de France et d'Espagne en liaison avec la huitième guerre de Religion (1584-1598), impliquant aussi le duché de Savoie, allié de l'Espagne.
La guerre franco-espagnole se termine par la paix de Vervins (2 mai 1598), qui suit de peu la soumission du dernier ligueur, le duc de Mercœur, gouverneur de Bretagne (16 mars 1598) et la publication de l'édit de Nantes (avril 1598), mettant fin à la guerre civile.
En revanche, la guerre franco-savoyarde se poursuit jusqu'au traité de Lyon (1601), qui permet à la France d'annexer des territoires appartenant au duc de Savoie.

## Contexte
En 1584, après la mort de François d'Anjou, frère de Henri III, l'héritier présomptif du royaume de France est Henri de Navarre, chef du parti protestant en France. 
Les catholiques radicaux refusent la perspective de l'avènement d'un roi protestant et forment la Ligue, qui reçoit le soutien de Philippe II (traité de Joinville, décembre 1584), lui-même aux prises avec les protestants aux Pays-Bas (guerre de Quatre-Vingts Ans). 
La huitième guerre de religion commence dès ce moment. En 1588, le chef de la Ligue, Henri de Guise, est assassiné sur l'ordre de Henri III, qui est assassiné l'année suivante par le ligueur Jacques Clément. Henri de Navarre devient roi, soutenu par une partie des catholiques, mais la Ligue poursuit la lutte avec un soutien accentué de l'Espagne (intervention d'Alexandre Farnèse, gouverneur des Pays-Bas, à Paris, occupation d'une partie de la Bretagne). 
Vainqueur des ligueurs à Arques et à Ivry, Henri IV se convertit au catholicisme en 1593 et est sacré en 1594. Il est reconnu comme roi de France par le pape Clément VIII. Certains ligueurs font leur soumission, mais il subsiste des bastions de résistance, notamment la Bretagne, dont le gouverneur est le duc de Mercœur. 
Henri IV décide alors de s'en prendre directement à Philippe II, qui est non seulement roi d'Espagne, mais aussi comte de Bourgogne et souverain des Pays-Bas, qui à cette date s'étendent de Groningue au nord à l'Artois au sud.

## La guerre

### La guerre dans le comté de Bourgogne (1595)
Le comté de Bourgogne est un fief du Saint-Empire qui correspond à la (future) Franche-Comté, mais sans Besançon, ville libre impériale.
Le 17 janvier 1595, l'armée française envahit le comté de Bourgogne et met le siège devant plusieurs places fortes : Jonvelle, Jussey, Port-sur-Saône, Chariez, Luxeuil, Marnay, Quingey, Arbois, Lons Certains d'entre eux comme Filain, Vallerois-le-Bois ou Munans, se rendent sans combat. La ville de Vesoul capitule le 13 février 1595 après 2 jours de siège (elle est libérée en mai, mais perd son château trop endommagé).
Des dizaines de villages sont dévastés au passage, particulièrement Arlay, Château-Chalon. Aux victimes militaires s’ajoutent les atrocités commises à l’encontre des populations civiles : notamment à Vesoul, Sellières et Arlay, et même à la frontière des cantons suisses : Mouthe, Gellin et Villedieu.

### La guerre dans le duché de Bourgogne (1595): Fontaine-Française
Contrairement au comté, le duché de Bourgogne appartient au roi de France depuis la paix d'Arras de 1482, mais la province est tenue par les ligueurs alliés de l'Espagne. Une expédition conduite par le maréchal de Biron s'empare de Dijon au nom de Henri IV, qui le rejoint le 4 juin. Puis la ville est reprise par le duc de Mayenne. 
Le 5 juin, l'armée française remporte une victoire à Fontaine-Française. Le front se stabilise ensuite en Bourgogne.

### La guerre aux Pays-Bas et en Picardie
Les Pays-Bas de Philippe II incluent à cette époque le comté de Flandre, le comté d'Artois et le Cambrésis (intégrés dans le cercle impérial de Bourgogne). La Picardie est en revanche une terre française, mais convoitée par les souverains des Pays-Bas depuis Charles le Téméraire.
L'armée espagnole aux Pays-Bas, qui combat aussi contre les Provinces-Unies, les sept provinces du nord qui ont proclamé leur indépendance, est assez puissante et s'empare de plusieurs places :
- en 1595 : 
  - Doullens,
  - Cambrai[4],
  - Le Catelet ;
- en 1596 : 
  - Calais (en),
  - Ardres
  - La Fère ;
- en 1597 :
  - Amiens (11 mars) ; mais cette ville est reprise le 25 septembre.

## La paix de Vervins
Des négociations de paix sont entreprises sous l'égide du pape Clément VIII, qui pousse Philippe II à mettre fin à une guerre devenue sans objet. Les pourparlers sont présidés par le légat pontifical auprès de Henri IV, Alexandre de Médicis, cardinal-archevêque de Florence. La paix est signée le 2 mai 1598.
Aux termes du traité :
- l'Espagne restitue les territoires qu'elle occupe en France : le Vermandois, une partie de la Picardie, Calais et la région de Port-Louis ;
- la France restitue à Philippe II le Charolais (fief français détenu par les Habsbourg) et plusieurs places fortes dont elle s'est emparée depuis le précédent traité ;
- la France confirme sa renonciation à la suzeraineté sur le comté de Flandre et le comté d'Artois (fiefs français jusqu'en 1526).

Henri IV refuse en revanche d'entériner l'annexion de la partie sud du royaume de Navarre[réf. nécessaire] (notamment la capitale, Pampelune), réalisée en 1512 par Ferdinand II d'Aragon, car cette spoliation avait eu lieu au détriment de son propre arrière grand-père maternel, le roi Jean III de Navarre. 

## La poursuite de la guerre franco-savoyarde
Malgré les défaites subies les 19 juillet et 14 août 1597 à Chamousset et aux Mollettes, le duc de Savoie, Charles-Emmanuel 1er, allié des Espagnols, poursuit la guerre (guerre franco-savoyarde) jusqu'au traité de Lyon, le 17 janvier 1601,en conséquence duquel la France annexe la Bresse et le Bugey.